# Эрлинг Скьялгссон
Эрлинг Скьялгссон, Эрлинг из Соли (др.-сканд. Erling Skjalgsson; 975, Сула, Рогаланд — 21 декабря 1028, Букнафьорд) — норвежский аристократ и лендрман конца X — начала XI века. Он выступал за сохранение небольших областных королевств и тинга, собрания свободных людей (бондов). Зять и союзник короля Олава Трюггвасона. Погиб в бою против короля Олава Святого.

## Исторический фон
Согласно норвежско-исландской традиции саг, Эрлинг Скьялгссон, сын Торлейва Скьялга Огмундссона, принадлежал к одному из самых известных родов в Западной Норвегии. Он жил на ферме Сула в Северном Йэрене (Ядаре). Его сестра была замужем за Сигурдом Торесоном, важным вождем в Тронденесе, братом Торира Хунда из Бьяркёй.
Однажды конунг Олав Трюггвасон с войском прибыл в область Рогаланд. Местные лидеры на Гулатинге встретились с Олавом и предложили ему выдать свою сестру Астрид Трюггвесдаттер замуж за Эрлинга Скьялгссона. Астрил вначале отказалась, по позднее согласилась только после сильного давления со стороны своего брата. Летом 996 года Эрлинг Скьялгссон был крещен и женился на Астрид. Таким образом, Эрлинг стал важным союзником в течение оставшихся четырех лет правления конунга Олава. Олав Трюггвасон передал Эрлингу во владение всю землю от Согнсэра на севере до Линнеснеса. Конунг Олав Трюггвасон даже предлагал Эрлингу звания ярла, но последний отказался.

## Карьера
В сентябре 1000 года в битве у Свольдера норвежский король Олав Трюггвасон был разгромлен объединенными силами короля Дании Свена Вилобородого, короля Швеции Олава Шётконунга и ярла Эйрика Хаконссона. Норвегия стала часть датской короны и была разделена победителями на три зоны влияния. Такое положение в эти годы вполне устраивало Эрлинга. Его собственная база силы была достаточно сильна, чтобы он мог поддерживать свою собственную автономию. Однако в 1015 году к власти в Норвегии пришел новый конунг Олав Харальдссон (Олав Святой). В 1016 году в битве при Несжаре Эрлинг на стороне ярла Свейна Хаконссона против конунга Олава Святого. Впоследствии Олав Харальдссон был вынужден заключить нелегкий союз с Эрлингом Скьялгссоном. Соглашение было заключено с Эрлингом на меньших условиях, чем те, что были предоставлены ему Олавом Трюггвасоном и ярлом Свейном.
Однако Эрлинг продолжал усиливать свою власть на западном побережье Норвегии от Рогаланда, простирающегося дальше на север, предположительно до Согна. Норвежский король Олав Святой попытался разделить его полномочия, введя новых местных аристократов, но они были быстро вытеснены традиционным влиянием Эрлинга. В 1022 году король арестовал Асбьёрна, сына Сигрид, сестры Эрлинга, за убийство. Эрлинг Скьялгссон ответил тем, что собрал армию численностью в тысячу человек и окружил короля у поместья Эгвальдснес. Король Олав сдался и отпустил племянника. Однако этот эпизод повредил отношениям между двумя лидерами. В 1027 году Эрлинг путешествовал в Англию, чтобы заручиться поддержкой со стороны короля Дании и Англии Кнуда Великого.
Летом 1028 года Эрлинг со своими сыновьями находился в составе армии короля Дании и Англии Кнуда Великого. А осенью того же года Эрлинг со своей дружиной вернулся в Норвегию, получив богатые подарки Кнуда Великого. В Норвегии Эрлинг Скьялгссон активно помогал агентам Кнуда Великого подкупать и настраивать местное население против своего конунга Олава Святого. Вскоре в Норвегию прибыл из Дании с большим войском Кнуд Великий, который был провозглашен новым конунгом Норвегии. Эрлинг собрал свое войско и присоединился к армии Кнуда в проливе Эйкундасунд. Кнуд обещал Эрлингу, что тот получит все земли между Стадом и Рюгьярбитом. Назначив ярла Хакона Эйрикссона правителем Норвегии, Кнуд Великий вернулся в Данию. Когда конунг Олав Святой с флотом проплывал мимо Ядара, Эрлинг собрал своих воинов и отправился за ним в погоню. Но Эрлинг был заманен в ловушку на одном корабле флотом Олава Святого в море. В морском бою у Букнафьорда близ Букна в Рогаланде в декабре 1028 года превосходящие силы Олава атаковали корабль Эрлинга. Все его воины были перебиты, а сам Эрлинг попал в плен. Как только конунг Олав был готов помиловать его, сам Эрлинг был убит Аслаком Фитьяскалли из Фитьяра, который разрубил голову Эрлингу топором. Согласно Саге об Олаве Святом, конунг скалаз убийце Эрлинга: «Что ты наделал, несчастный! Этим ударом ты выбил Норвегию из моих рук!» Сыновья Эрлинга, собрав большое войско в Агдире, Рогаланде и Хёрдаланде, безуспешно преследовали Олава Святого. Позднее, в 1030 году, норвежские бонды, поддерживаемые королем Дании Кнудом Великим, разгромили конунга Олава Святого в битве при Стикластадире. Сам Олав погиб в этом сражении.

## Личная жизнь
Эрлинг и Астрид были родителями нескольких детей:
- Рагнхильд Эрлингсдаттер (род. 992), муж — Торберг Арнессон из Йиске (ок. 1000—1050), брат Финна Арнессона и Кальва Арнессона[7][8] , сын Арне Арнмодссона и Торы Торстейндаттер. Внучка по отцовской линии ярла Арнмода Арнвидссона, внучка по материнской линии Торстейна Галге, мать Торы Торбергсдаттер, второй жены конунга Норвегии Харальда Сурового и матери конунгов Олава III Тихого и Магнуса II Харальдссона[9][10].
- Аслак Эрлингссон (997 — ?)
- Скьялг Эрлингссон (999 — ?)
- Сигурд Эрлингссон (1001 — ?)
- Лодин Эрлингссон (1003 — ?)
- Торе Эрлингссон (1003 — ?)
- Гертруд Эрлингсдаттер (1006 — ?)

## Наследие
В районе развалин церкви Сула находится памятник Эрлингу Скьялгссону, который был одним из самых известных людей Сулы. Этому выдающемуся вождю викингов приписывают введение христианства в Суле.
В его честь были названы улица Эрлинга Скьялгссона в районе Фрогнер в Осло, а также названы улицы в городах Тронхейм, Ставангер, Хеугесунн и Саннес.
Эрлинг является главным героем в нескольких романах Ларса Уокера, включая The Year of the Warrior и West Oversea.